# Gaylussacia mosieri
Gaylussacia mosieri là một loài thực vật có hoa trong họ Thạch nam. Loài này được Small mô tả khoa học đầu tiên năm 1927.